# JE Wind
JE Wind株式会社（ジェーイーウインド、JE Wind Co., Ltd.）は、JEホールディングス株式会社の100%子会社で東京都千代田区霞が関に本社を置く日本企業である。主な業務内容は風力発電機の設計、製造販売で、2021年4月現在、MW級風力発電機のメーカーとしては唯一の日本の会社である。（風力原動機メーカー一覧）2020年に2MW級陸上風力発電機や5MW級洋上風力発電機の国際認証を持つ。

## 沿革
- 2005年前後 - ドイツに風力発電研究所を開設
- 2010年までに1MWから6MW風力発電機を開発し、既存の風力メーカーへライセンス供与を開始
- 2015年　日本に進出のために東京都千代田区に事務所を設置
- 2019年　日本市場での本格活動のためにJEホールディングス株式会社を設立
- 2020年　2MW陸上風力発電機　JE87-2000および5MW洋上風力発電機　JE151-5000の国際認証取得

## 陸上風力発電機

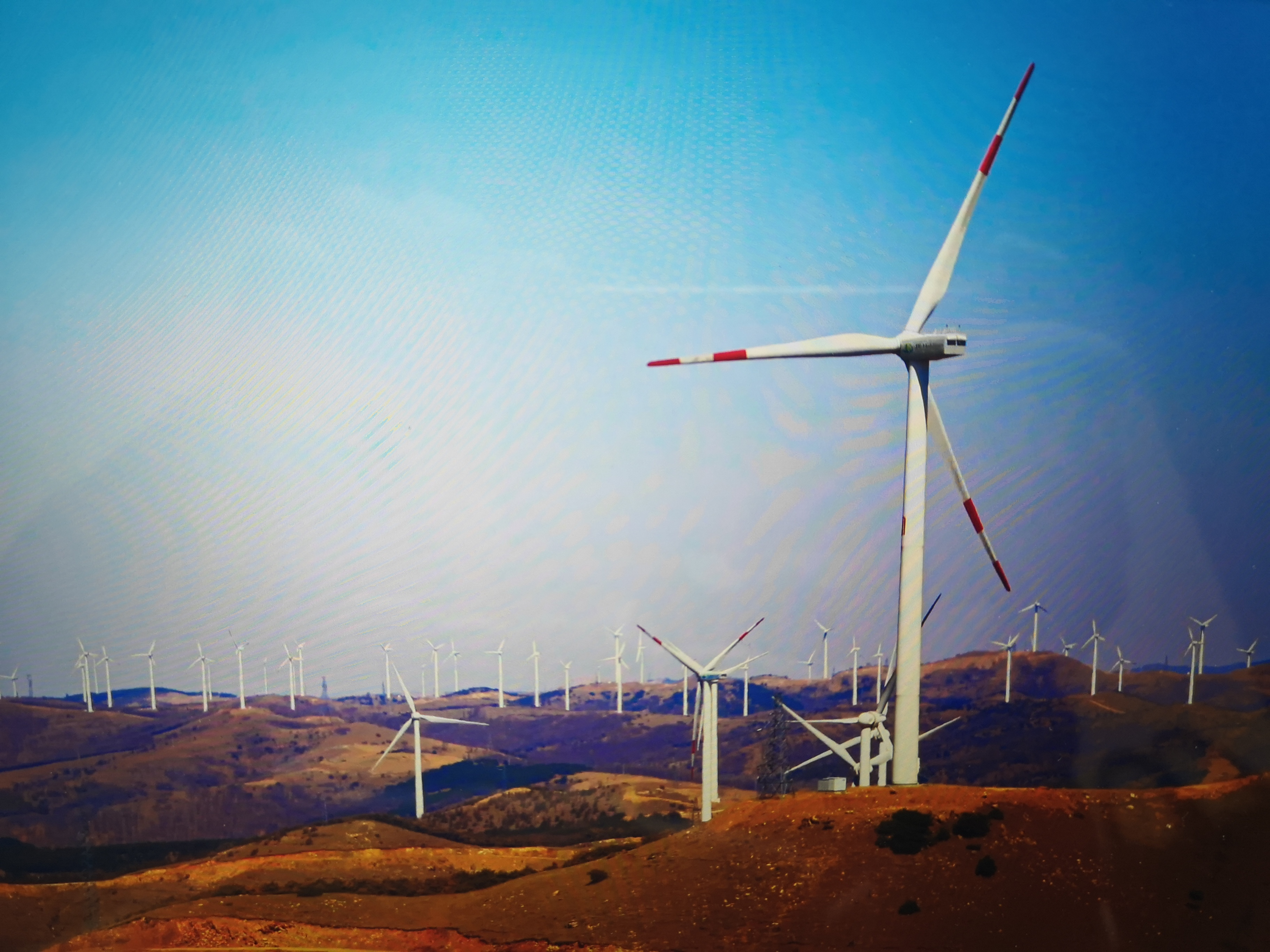
JEWind陸上風力発電機

2.x MW
- JE82-2000
- JE87-2000
- JE102-2000
- JE117-2000
- JE120-2000
- JE140-2000
- JE146-2000

3.x MW
- JE136-3200
- JE140-3200
- JE160-3200

## 洋上風力発電機

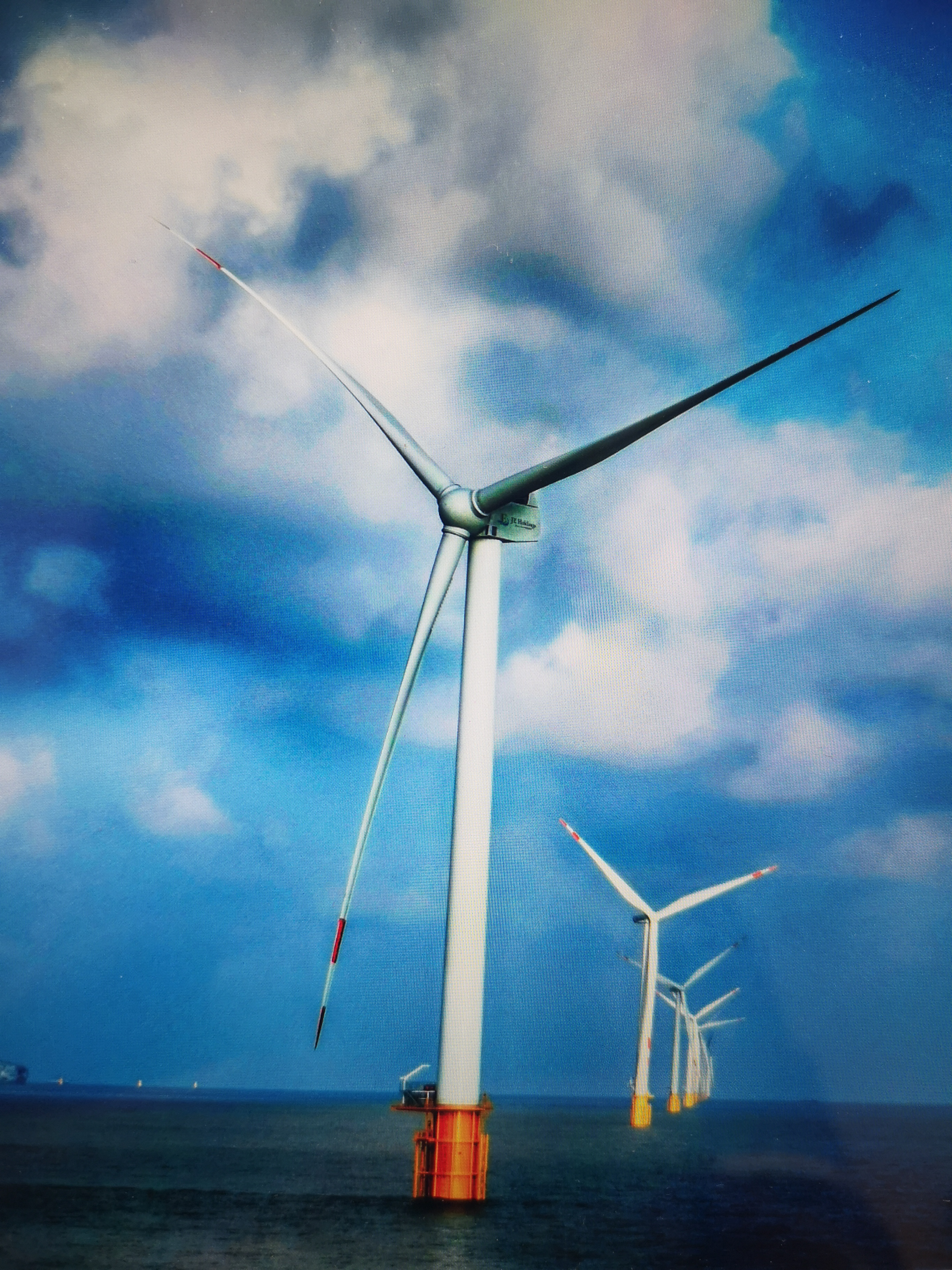
JEWind洋上風力発電機

5.x MW
- JE128-5000
- JE151-5000
- JE172-5000

6.x MW
- JE154-6000
- JE172-6000